# Gratiot (Wisconsin)
Gratiot – miasto w Stanach Zjednoczonych, w stanie Wisconsin, w hrabstwie Lafayette.